# David Serrano Vílchez
David Serrano Vílchez (Granada, Andalucía, 11 de octubre de 1968) es un exjugador de bádminton de español, y actualmente ejerce como Secretario General de la Federación Española de Bádminton.
Serrano fue campeón de España en individual masculino 7 veces consecutivas entre 1990 y 1996 además de cinco veces campeón en dobles mixtos: en 1990 junto con Cristina González, y entre 1991 y 1994 formando pareja con Esther Sanz. Participó en los Juegos Olímpicos de Barcelona 1992 en las modalidades de individual masculino y dobles mixtos, también junto a Esther Sanz, y en ambas pruebas fue eliminado en 1/32 de final. Después de retirarse como jugador entró a formar parte en el organigrama de la Federación Española de Bádminton.

## Trofeos y premios
- 7 Veces campeón de España en Individual absoluto de Bádminton.